# 世界征服〜謀略のズヴィズダー〜
『世界征服〜謀略のズヴィズダー〜』（せかいせいふく ぼうりゃくのズヴィズダー）は、2014年1月から3月にかけて放送されたテレビアニメ。岡村天斎、星空めてお（TYPE-MOON）、黒星紅白が手掛けるオリジナルアニメ。

## 概要
テレビアニメ『DARKER THAN BLACK』シリーズや『青の祓魔師』の監督で知られる岡村天斎の、完全新作オリジナル作品。幼女の星宮ケイトと彼女率いる謎の組織「ズヴィズダー」によって為される世界征服の、序盤を描いた物語である。ナレーションはてらそままさきが担当している。
ロシア語での「星」を意味する「ズヴィズダー」をはじめ、登場する名称の多くにはロシア語が用いられている。
メディア向けの制作発表は2013年10月22日に行われ、監督の岡村のほか、シリーズ構成に岡村とTYPE-MOONの星空、キャラクター原案にライトノベル『キノの旅』シリーズや『アリソン』の黒星をはじめとするスタッフも公開された。また、同日には公式サイトも開設され、キャッチコピー「世界は征服されたがっている───!!」やCM映像なども公開された。
最終回の第12話では物語にひとまずの決着が付けられるもラストで新たなる敵との戦いが示唆されたほか、2014年10月15日にテレビ未放送の第13話「新・ズヴィズダー大作戦」がBD / DVDで発売予定であることが告知された。

## ストーリー
世界は国際的秘密結社ズヴィズダーに征服され、廃墟と化した街に壊されずに残っていた美しく成長した姿のヴィニエイラの巨大立像の前で一人の男が「我らがズヴィズダーの光を、あまねく世界に!」と叫んでいた。
それから時を遡り、東京を中心に日本中が混乱していた「東京リベリオン（東京戦国時代）」の時代、親と大喧嘩して家出した地紋明日汰は行くアテもなく夜の西ウド川市を徘徊していたが、突如戒厳令が敷かれて巨大怪物と自衛隊が交戦に入った中、避難場所を探していた所で星宮ケイトに出会う。そして、世界征服を目論んでいる国際的秘密結社「ズヴィズダー」の存在と、ケイトがズヴィズダーを束ねる総帥・ヴィニエイラであることを知り、彼女に気に入られた明日汰はなし崩しに戦闘員として入団させられ、昼は学校、夜と休日はズヴィズダーの戦闘員として多忙な毎日を送るハメとなった。
この物語は、日々の食事や嗜好といった些細なことから大衆に関わる後々の大局に至るまで、ズヴィズダーが世界を征服する軌跡を辿った物語である。

## 登場人物

### ズヴィズダー
星宮 ケイト（ほしみや ケイト） / ヴィニエイラ
声 - 久野美咲
本作のヒロイン。見た目は可愛い幼女だが、実は謎の組織・ズヴィズダーを率いる首領。とある理由から街を補助輪付き自転車で彷徨していた際、ふと出会った明日汰を気に入り、強引にズヴィズダーへ入社させる。
物語中盤から西ウド川第三中学校2年生として転校、明日汰とはクラスメイトとなる。
外見通り精神的に幼い一面を持つが、高いカリスマ性と「世界征服」というものに対して独自の思想と信念を持ち、配下を労う慈悲深さを持つ。それゆえ、年上であるはずの部下たちから崇拝されている。喫煙者を非常に毛嫌いしており、一切の慈悲を見せない。
ズヴィズダーとしての姿は、間に星の飾りを輝かす2本の触角とアイマスク状の仮面、ハイヒールや鉄グローブを身に着け、腹部や脇腹などの露出が高いコスチュームとなる。肌身離さず持ち歩くウサギのような化け物のぬいぐるみ「ガラクーチカ」 から召喚できる機械仕掛けの巨大な上腕を用いることで様々な必殺技を発動させるが、中でも「征服実行」による「ヴィニエイラ式変異打倒説得術」を得意とする（ただし、「説得」に応じる「心」を持つ者でないと無効化される）。その強さは裏の世界では有名であり、極道時代の吾郎からも「自身を倒せるのはケイトのみ」と言わせるほどで、バリアを張って戦車砲弾を無力化することさえ可能である。
その正体は古代ウド川文明の王女であり、「世界を征服する運命を持っている」と、神官から「征服の想い」を力として具現化させる神具・ガラクーチカを授かったが、同時に「呪い」の様に永遠に年をとることがなくなり、ズヴィズダーを結社し、世界を征服し「呪い」が解けるその日を信じて今日まで活動していた。
最終回で、所有する免許証（西ウド川村公安委員会発行）から、2月30日生まれ（生年不詳）であることが判明。
通り名は「金星」を意味する。変身後のモチーフはクリオネ。
地紋 明日汰（じもん あすた） / ドヴァー
声 - 花江夏樹
本作の主人公。西ウド川第三中学校2年生の少年。東京都知事を父に持つ家庭で裕福な生活を送っていた が、衝動的な家出中 に空腹だったケイトと出会い、中華まんを奪われたことがきっかけで、ズヴィズダーの世界征服活動に巻き込まれてしまう。「ドヴァー」はズヴィズダーにおける通名（命名はケイト）。入った直後の役職は戦闘員。常識的な性格であるため、アクの強いズヴィズダーの面々には振り回され続けている。料理が上手いため、その腕前を認められてからはズヴィズダーの料理当番を担当するようになった。そのほか、掃除や洗濯、買い出しなども担当しており、ズヴィズダーになくてはならない存在となっている。蓮華に想いを寄せているが、本人には気づかれていない。
ズヴィズダーとしての姿はフード付きの全身タイツにガスマスク。一応ハエたたき状の武器を所持している。
本編を通し終盤で唯一、ヴィニエイラ以外で必殺技ガラクーチカ「ヴィニエイラ式変異打倒説得術」を発動させた（ただしバリアで守られ不発に終わった）。
通り名は数字の「2」を意味する。
第一話冒頭で登場する男性と同一人物と思われる。
鹿羽 逸花（しかばね いつか） / プラーミャ様
声 - 伊瀬茉莉也
右眼に髑髏のアイパッチ を付けた少女。吾郎の実娘で、普段は女子高生。ズヴィズダー3幹部の1人で、刀を振るう斬り込み隊長として姉御肌の男勝りな性格だが、ケイトを過剰なまでに可愛がったり、自室を彼女の写真と猫グッズで満たすなどの一面も持つ。入社した明日汰の「教育係」を命じられるが、料理は殺人的に下手であるため、当番日にはケイトとロボ子以外は逃げ出してしまう。その後、明日汰の料理の上手さを知り、彼に料理を教えてほしいと頼み込んだ。学校では生徒会長を務めており、ケイト曰く「会長として学校を支配する任に就いている」。
アイパッチを付けたきっかけは母親の椿が亡くなった後、自分の前に現れたケイトに説得され彼女に付けてもらったため。また、アイパッチが外れると弱気になる。
ズヴィズダーとしての姿は、アイマスク（こちらもアイパッチがある）に赤いレオタード姿の上に黒い軍服状のコートを羽織り、黒いローライズ風のズボンを穿いている。有事の際には愛車のバイクに乗る。愛用の刀の柄はラインストーンでデコレーションされ、ストラップも付けられている。
通り名は「炎」を意味する。変身後のモチーフはシャチ。
ナターシャ / ウーム教授
声 - 花澤香菜
本名「ナターリア・ヴァシルシェンコ」。金髪メガネ少女。15歳。ウクライナ人で広島弁で喋る。ズヴィズダー3幹部の1人。科学技術全般を受け持つ。普段は下着姿に白衣を羽織っただけの露出度が高い格好をしており、日常では怠惰に過ごしている。外出時も下着姿のまま出歩いているが、特に恥ずかしがる素振りは見せていない。校内ではさすがに制服を着ている。普段は低血圧で気怠そうな口調で話すが、感情の起伏が激しく、すぐ喧嘩口調になる。
ズヴィズダーとしての姿も普段とそれほど変わらない露出度で、魔女のようなマントを羽織る。5本腕の触手など、数々のアイテムで攻撃する。
かつてはウクライナで科学者の両親の間に生まれ、両親の書斎から数々の書物を読みながら発明を繰り返す毎日を送っていた。しかし、ある日両親の姿に模した「精霊」によって古代ウド川遺跡へ連れてこられ、途方に暮れていた所をケイトとロボ子に出会い、ケイトの夢に賛同する形で入社した。
通り名は「知恵」を意味する。変身後のモチーフはタコ。
鹿羽 吾郎（しかばね ごろう） / ピェーペル将軍
声 - 広田みのる
巨漢。常にスイーツと飲み物の嗜みを忘れない。ズヴィズダー3幹部の1人。入社以前、暴力団「鹿羽連合」の総長だった当時からヤスとは腐れ縁であり、頑固ながらも彼への「親心」のようなものが垣間見える。また、当時は喫煙者だったが、ズヴィズダーへの入社直前からはスイーツを嗜んでいる。前髪の後退した額には大きな傷があり、普段からスーツとサングラスを着用するなど外見はカタギには見えないが、非常事態に備えてスイーツの買い出しに行こうとするなど、お茶目な面もある。
ズヴィズダーとしての姿は、防爆スーツ風の軍服にドクロの仮面を付け、完全に肌を隠している。任務中もスイーツは欠かせないらしく、自前のティーセットを持ち歩いている。重装備にもかかわらず身軽に動き、主にパンツァーファウスト型のクラブを双剣のように2本持って戦い、時にはバルカン砲やミサイルランチャーなどの重火器で戦う。
都軍とホワイトライトの共同戦線による戦闘により一時は死亡したと見られていたが復活し、京志郎との戦いに参戦。
都軍との戦いが終わった後は香織に付けられた古傷を癒すために海外旅行に行き、その間に香織と再婚した。
通り名は「灰」を意味する。
ヤス / アジーン
声 - 鳥海浩輔
本名「両角 安兵衛（もろずみ やすべえ）」。明日汰が入るまでズヴィズダーの下っ端だった男性（明日汰が入った後は「主任戦闘員」になる）。美形だが臆病で、主に雑用やパシリにこき使われており、通り名を持つにもかかわらず名前で呼ばれている。そのうえドジを踏むことがあり、勝手な行動をしてはクルクルを暴走させて想定外の事態を招いてしまう。日和見も激しく、ズヴィズダーへの入社前は「鹿羽連合」の下っ端として働いていたが、吾郎と共に敵対するヤクザによって追い詰められた際、ヴィニエイラの圧倒的な力に助けられたことから、彼女の怒りに対して根源的な恐怖を持っている。当時の吾郎の面影に憧れ、喫煙に「悪」としてのアイデンティティを持つ。次回予告を担当しているが、そこでも自分の美学を語るばかりでほとんど番組の内容に触れていない。
ズヴィズダーの活動に対しての不満と不安を抱いていた時に香織に懐柔された事で戦闘員としての活動に嫌気が差し、第9話でガラクーチカを奪取し都軍に付いた。更にズヴィズダーの各方面のアジトを暴露するなどして都知事の側近の座に収まったが、ズヴィズダーのメンバーが集結した際に逃げ出したりとその性格は相変わらずだった。都軍との戦いが終わった後は再びズヴィズダーに付いた。
ズヴィズダーとしての姿は、テンガロンハットにガスマスク。
通り名は数字の「1」を意味する。
ロボ子
声 - 山崎エリイ
ズヴィズダーの一員。古代ウド川文明製の自立思考型ロボットで、見た目は女性型ロボットそのもの。成長期でボディを脱ぐことが出来、その間は金髪碧眼の少女の姿になる。額に単眼のカメラアイを持つが、普段はその下に眼鏡を装着している。ズヴィズダーとしてはフェイスマスクを付ける以外は変身することも無く、食事もウド型の特殊エネルギー棒（と語られているが実際は普通のウド）のみであり、生の物しか口にしない。それなりにデリケートでもあり、大量の副流煙に晒されると機能不全を起こしてしまうが、教授と一緒に入浴することがあるため、一定の防水性は有している模様。指先からビームや水鉄砲などを放ち、日常ではテレビのリモコン代わりに操作する。
西ウド川第3中学校に潜入した際は「辻井 ロボ子」という偽名を使った。
クルクル
声 - 久野美咲 / 伊瀬茉莉也 / 寿美菜子
ズヴィズダーが飼っている掌サイズの謎の怪生物。数百、数千単位存在し、個々で異なる色をしたマスコット。腹部にはシリアルナンバーとおぼしき数字がある。ナターシャによればナンバーごとに「クルいち」「クルじ」「クルみ」「クルよ」などと個々に名前がついているようだが、面倒なので総じて「クルクル」と呼称されている。煙草の煙やウドが放つ生命エネルギーなど周囲の環境にとても敏感で、暴走して合体すると巨大怪獣に変貌し、暴れてしまう。
爺
声 - 下山吉光
ズヴィズダーの戦闘員の一人である老人。普段は温泉施設にて妻と共に働いている。互いに知らなかった事だが、妻はホワイトライトのホワイトカルガモ。

### ホワイトライト
駒鳥 蓮華（こまどり れんげ）
声 - M・A・O
明日汰の級友の少女。お団子風ツインテールがチャームポイント。細い外見に反して鍛えているらしく、重い荷物も物ともしない。「彼女にしたい女子ランキング」68人中27位。苦手科目は体育と家庭科。
明るく親切で、嫌なことがあっても寝たら忘れる性格。明日汰に想いを寄せられているが、気付いている節はなく、友人として接している。美酒に対して同性として憧れを抱いている。
物語終盤には上層部の卑怯なやり方に嫌気が差し、さらに明日汰一行の熱い思いに同調しズヴィズダー側に寝返った。
ホワイトロビン
蓮華がホワイトライトの一員として活動する際の姿。階級は三尉で、部隊の隊長を務める。活動を本格化させたズヴィズダーに対し、イーグレットとペアを組んで立ち向かう。イーグレットからは「尊敬に値する人物」として見られているが、ドジを踏むことが多く組織の評価は良いとは言えない。ふとした弾みで、痴漢容疑が掛けられたドヴァーと因縁ができた。また、ロボ子からは「柴犬並の戦闘力」と分析されている。
第5話ではマスクの下に自分の顔を模した仮面を被り、素顔を隠していた。
後にドヴァーが明日汰だと知り、さらにホワイトライトが都軍の傘下に入り、共同でズヴィズダー掃討作戦を行っていたが、自身が理想としていた正義とは到底かけ離れた行動に疑問を抱き、考えた末にホワイトライトを脱退することを決意し、明日汰と共に逃亡することとなる。そして、上層部の卑怯なやり方に嫌気が差し、さらに明日汰一行の熱い思いに同調しズヴィズダー側に寝返った。
名前はコマドリを表す。
白鷺 美酒（しらさぎ みき）
声 - 寿美菜子
明日汰が通う学園の同級生。名家「白鷺財閥」の令嬢で、可憐なお嬢さま風の容姿。明日汰とは家族ぐるみの知人（または幼馴染）。昔プロポーズされたが即答で断り、今でもその時の話をするため、明日汰からは苦手対象とされている。容姿端麗文武両道で、男女問わず学園の生徒たちに敬愛されており、ドヴァーを軽々と投げ飛ばした。慰安旅行では、ドヴァーの正体が明日汰であると気づいていて、自分からマスクを外し正体を明日汰の前で明かす。
物語終盤では蓮華とともにズヴィズダー側に寝返った。
ホワイトイーグレット
美酒がホワイトライトの一員として活動する際の姿。階級は曹長。ロビンと共に、ズヴィズダーの世界征服の野望を打ち砕くために立ち上がる。ロビンが蓮華であることを知っており、彼女へは「純粋な正義の心を持っている、従うに値する人」と敬意を表しているが、褒めているのか罵倒しているのか不明な評価を送っている。プラーミャとピェーペルを同時に相手しても互角以上に渡り合えるほど、戦闘力は高い。
後にホワイトファルコンより新総司令に任命され、都軍と共に行動を起こすが、権威を持つにつれ徐々に消極的かつ自己中心的な行動を起こす様になる。
名前はシラサギを表す。
隼房 香織（はやぶさ かおり）/ 司令
声 - 坂本真綾 / 山本兼平（司令時）
画面を通じ、ホワイトロビンやホワイトイーグレットに指令を与える謎の人物。ホワイトライトで最強の戦闘力を誇る司令官、ホワイトファルコンの正体。周到な作戦と「真・絡繰執事式催眠音波」を用いてケイトさえ催眠に掛け、ズヴィズダー本部の中枢まで侵攻した。
平時は人気声優「カオリン・マチモト」（17歳）として活躍しており、ケイト達のお気に入りのアニメ『ロボ執事』にも出演している。吾郎の亡妻・椿を「姉さん」と呼び、幼少時の逸花のことも知っており、姉の死の遠因であるズヴィズダーに憎しみを抱いており、吾郎とも因縁がある。
姉が存命のころから吾郎に好意を抱いていたらしく姉の死後はそれが愛憎になった模様。
ズヴィズダーが日本を征服した後に海外で吾郎と結婚、そのままズヴィズダーに入社した。
ホワイトファルコン
ホワイトライト史上最強の戦闘力を持つ陰陽戦士。ある時を境に経歴が途切れており、それ以来声優として活動するようになった。傘の先端から出す光剣、ズヴィズダーの警報装置を無力化する結界、分身を利用した奇襲など数多くの技を使い、プラーミャやピェーペルを相手にしても全く退かない強さを誇る。
名前はハヤブサを表す。
ホワイトカルガモ
声 - 新井里美
ホワイトライトの一員。夫婦で温泉施設で働いているが、夫がズヴィズダーの戦闘員である事は知らなかった。

### その他
地紋 京志郎（じもん きょうしろう）
声 - 黒田崇矢
東京都知事で東京都軍特別遊撃隊の総司令。明日汰の父親。喫煙家で葉巻を吸う。前々から西ウド川市におけるズヴィズダーの活動に注視しており、ホワイトライトを含む他の組織と手を組んでいたが、ズヴィズダーの活動レベルが深刻化したことを受けて本格的に介入した。厳しい性格で、家庭よりも仕事を重視する思想から、明日汰から「自分の考えを家族に押し付けようとする小さい男」と嫌われている。知事室には家族の写真が複数飾ってある。
ケイト曰く「やつら」の手先であり「既に人間ではない」らしく、バリアを貼ったり黒い煙を吐き出す事ができる。
鹿羽 椿（しかばね つばき）
声 - 小林沙苗
吾郎の妻。故人。ピエールの秘めた夢を見抜き、彼の未来を考えて破門するよう仕向けるなど、思いやりのある性格。逸花の幼い頃に他界している。
ピエール
声 - 梅津秀行
フランス人。かつて「人喰いアライグマのピエール」として鹿羽連合に所属していたが破門された過去を持ち、現在は世界的に有名なパティシエとなっている。「世界ケーキ博覧会」のために来日したが、それが実はホワイトライトによる吾郎捕獲計画であることを知り、表面上では再会した彼を冷たく突き放すも、内心では吾郎と椿の優しさに感謝しており、地下駐車場でロードローラーを麺棒で食い止めて吾郎を逃がし、自らは無防備な背中から撃たれたが先に目くらましでまいた小麦粉による粉塵爆発の大爆発によって命を賭して吾郎を守ったと思われたが、第12話で生存していたことが判明した。
戦車隊 隊長
声 - 高橋伸也
自衛隊西ウド川駐屯地第三戦車隊の隊長。本作で最初にズヴィズダーに征服される。都知事との決戦で、ズヴィズダー鹵獲車両第三戦車隊として、また首相の名代としてズヴィズダー救援に駆け付ける。
ナターシャの両親
声 - 後藤ヒロキ（父） / 斎藤千和（母）
蓮華の母親
声 - 岸本百恵
ジャバダバー総帥
声 - 種﨑敦美
ナレーション
声 - てらそままさき
本作のナレーション。演じたてらそまは第1話冒頭に登場する白髪の男 も演じている。なお、この男がズヴィズダーによって征服された世界に立ち「我らがズヴィズダーの光をあまねく世界に」と叫ぶところから本作が始まる。

## 登場組織
ズヴィズダー
星宮ケイトことヴィニエイラを首領とする国際的秘密組織。西ウド川市に本拠地を持ち、「我らがズヴィズダーの光を、あまねく世界に」を合言葉に世界征服を目論んでいる。ズヴィズダー（zvezda/звезда）とはロシア語で「星」「恒星」、転じて「運」などの意味を持つ。なお、『Febri』での紅白のコメントによれば、構成員の変身した姿やクルクルが暴走した巨大怪獣としての姿は、海洋生物で統一しているとのこと。
以前から日本を拠点に世界各地で様々な目論みを行っており、最近までさほど被害になるような存在ではなかったが、ただでさえ現在の科学を凌駕しているテクノロジーを所持しているうえ、最近では西ウド川市を中心にズヴィズダーの仕業と思われる巨大怪物などによる被害が拡大したため、ホワイトライトをはじめとする様々な機関から注視されている。
古代ウド川文明の技術を用いた、見た目から怪し気な建物を本拠地にしており、「ひみつけっしゃズヴィズダーほんぶ」と堂々と立て札をかけている が、ウームが開発した様々なステルス機能により発見されていない。万が一、敵対勢力に本拠地の居場所を特定されかけた場合は地中潜行機能で本拠地ごと別の場所に移動して特定を免れている他、緊急時には部屋ごと分離して屋外に射出する。その一方、有限会社「鹿羽興行」や「星宮建設」などのペーパーカンパニーとして世界各地で暗躍している。
構成員達はケイトの指示で戦闘服に変身し、常人を超越した能力を発揮する。また、どんな監視装置を用いても決して素顔は映らない。これらに必要なエネルギーは、全て後述の「ウド＝リアクター」で賄っており、その過程で発生したUDO濃度が隊員や本拠地から漂うようになっている。
ホワイトライト
地球の平和を守る正義の秘密結社。歴史は古く飛鳥時代にまで遡り、明治時代の陰陽組織「白光」を前身としている。身分は公務員。構成員は主に10代前半の少女をアルバイト要員として雇用し、巫女服を模したレオタードにマント、白いマスクで顔を隠している。組織は徹底した秘密主義で、構成員はお互いの正体を明かされていないほど。科学力はズヴィズダーに劣るものの、自衛隊と協力して土御門などの陰陽パワーを用いて対抗している。最近ではズヴィズダーの活動が西ウド川町で活発化しているためもあり、組織の壊滅を目的に行動しているが、当のズヴィズダーからは「お笑い要員」とまでこき下ろされている。陰陽パワーを利用した武装兵器を使い、主に使用する光線剣は、光線銃としても使用できる。
また、同組織は後述のUDO濃度によって管轄基準が設けられており、この基準を超えた場合は例え作戦実行中であっても強制的に東京都軍に作戦実権を移され、撤退を余儀なくされてしまう。
自衛隊
第1話にて陸上自衛隊西ウド川駐屯地所属の第三戦車隊がホワイトライトの要請の下、ヤスが暴走させたクルクル制圧のために出動したが、ヴィニエイラによって征服されてしまう。
東京都軍
東京都知事直属の部隊。日本で最も武力を持っている勢力で、UDO濃度がホワイトライトの管轄基準を超えた場合、東京都軍特別遊撃隊が治安介入を行う。
ホワイトライトの隊員とは逆で全員が黒い戦闘服と銃火器で身を固め、陰陽パワーやウドのエネルギーを弱体化させる技術を所持しており、作戦実行時は黒い煙を排出してズヴィズダーの行動を制限させた上で攻撃を行う。主な使用銃器はSCAR-L。

## 用語
東京リベリオン
またを「東京戦国時代」といい、作中の日本は東京を中心に全国各地で各機関や反乱分子による勢力争いが繰り広げられている。日本で唯一西ウド川市が中立地帯となっており、一見平和に見えるが、それ以外の地は紛争などにより荒野と化しており、地紋都知事率いる東京都軍が全国各地で進軍・制圧し、作中終盤では残るズヴィズダーを壊滅することにより全国全ての制圧が完了することになっている。
西ウド川市
物語の舞台。特産品はウドで、数々の食品に加工されている。地紋都知事が各機関に働きかけてズヴィズダー壊滅を目的とした全国唯一の中立地帯となっている。それゆえ、ホワイトライトや自衛隊が駐留しており、有事の際には戒厳令が敷かれる。
太古に地下で繁栄していた王国「古代ウド川文明」の遺跡が存在するが、このことはズヴィズダーの一員しか知らない。
西ウド川第三中学校
明日汰・蓮華・美酒が通う学校。服装にあまり厳しくない校風。第6話にて1年にヤス、2年にケイトとロボ子が潜入している。また、ナターシャは幼少時代の件で西ウド川に住むことになった経緯から、3年に在学している。
ウド
作中のキーアイテム。特殊な生命エネルギーを有し、これを含む食品をクルクルが食べた場合、巨大化する様子。本部地下で自家栽培されている。ズヴィズダーは変身から普段の生活まで、全て古代ウド川文明遺跡の奥に存在するウドの大木からエネルギーをウド＝リアクターで変換し、供給することで賄っている。
ウドの大木
地球上のウドの親株。全てのウドは親株と量子結合しており、1万2千年周期で枯れると同時に全てのウドも枯れ果てる。しかし、枯れる直前で新たな親株が芽吹くので、地球上のウドもまた生えてくる。ウドのエネルギーを使用するズヴィズダーにとって親株の衰退はパワーダウンにも繋がり、丸裸の状態となる。
UDO（ユー・ディー・オー）濃度
ウド＝リアクターのエネルギー供給時に発生し、ズヴィズダーの隊員の身体や本拠地から漂うとされると特殊濃度物質。第2話ではホワイトロビンがこの濃度を探知する機器を使ってズヴィズダーの本拠地を探し、第6話ではホワイトイーグレットと司令が秘宝倶楽部の会合で密かに探知機を使ってケイトらの潜入の把握に成功している。
ウド＝リアクター
ウームがウドの生命エネルギーを利用して開発した、エネルギー変換機関。ズヴィズダーの日常生活から戦闘時まで、幅広く活用されている。

ロボ執事
作中の日曜朝に放送されているテレビアニメ。内容は御主人様に害をもたらす悪党を執事がロボを操って倒すというもので、凝った内容や声優をカオリンが務めていることに加え、時折開催される野外ショーは彼女が司会者として参加することから、作品も野外ショーも子供から大きな子供まで幅広い人気がある。だが、作品自体がホワイトライトがケイトの好みを突いて用意周到に仕掛けた罠であり、結果として彼女のあぶり出しに成功した。
なお、タイトルロゴは本作と同じくMBS制作作品の『黒執事』に酷似している。

## スタッフ
- 原作 - hunting cap brothers
- 監督 - 岡村天斎
- シリーズ構成 - 星空めてお、岡村天斎
- キャラクター原案 - 黒星紅白
- キャラクターデザイン・総作画監督 - 佐々木啓悟
- プロップデザイン - 渡辺浩二
- 美術監督 - 池田繁美、丸山由紀子
- 美術設定 - 竹内志保、高畠聡
- 色彩設計 - 水田信子
- 撮影監督 - 設楽希
- CGディレクター - 町田政彌
- 編集 - 後藤正浩
- 音響監督 - えびなやすのり
- 音楽 - 加藤達也
- チーフプロデューサー - 岩上敦宏、木村晃、竹内友崇、丸山博雄、落越友則
- プロデューサー - 柏田真一郎、加藤久美子、古川慎、金庭こず恵、前田俊博
- アニメーションプロデューサー - 外﨑真
- アニメーション制作 - A-1 Pictures
- 製作 - 征服実行委員会（アニプレックス、一迅社、電通、ムービック、ノーツ、MBS）

## 主題歌
オープニングテーマ「Be mine!」
作詞・歌 - 坂本真綾 / 作曲 - the band apart / 編曲 - the band apart、江口亮 / ストリングス編曲 - 江口亮、石塚徹
第1話ではエンディングテーマとして使用。
エンディングテーマ「ビジュメニア」
作詞 - 藤林聖子 / 作曲・編曲 - bermei.inazawa / 歌 - 悠木碧
第1話では未使用。
劇中歌「ロボバトラー、GO!」（第8話、第11話）
作詞 - 松井洋平 / 作曲・編曲 - 加藤達也 / 歌 - やまだん
劇中アニメ『ロボ執事』の主題歌。
挿入歌「恋はミサイルランチャー」（OVA）
作詞・作曲・編曲 - 中山真斗 / 歌 - ロボ子（山崎エリイ）
OVAで事実上のエンディングテーマとして使用。

## 各話リスト
| 話数   | サブタイトル                     | 脚本            | 絵コンテ          | 演出           | 作画監督                                | 放送日         |
| ------ | -------------------------------- | --------------- | ----------------- | -------------- | --------------------------------------- | -------------- |
| 第1話  | 人類皆征服                       | 星空めてお      | 岡村天斎          | 岡村天斎       | 嶋田真恵 渡辺浩二（メカ）               | 2014年 1月11日 |
| 第2話  | 食卓から墓場まで                 | 星空めてお      | 岡村天斎          | ヤマトナオミチ | 酒井智史                                | 1月18日        |
| 第3話  | 煙に巻いて去りぬ                 | 岡村天斎        | 岡村天斎          | 山下英美       | 亀谷響子、海堂ひろゆき                  | 1月25日        |
| 第4話  | UDOは冷たい土の中に              | 星空めてお      | 鎌倉由実          | 春藤佳奈       | 木曽勇太、工藤裕加                      | 2月1日         |
| 第5話  | ホワイトロビン危機一髪!          | OKSG            | 保戸木知恵        | 保戸木知恵     | 嶋田真恵、小泉初栄                      | 2月8日         |
| 第6話  | 放課後秘宝倶楽部（前編）         | 菅正太郎        | 高橋敦史          | 安藤貴史       | 窪敏、南伸一郎 小平園子、いがりたかし   | 2月15日        |
| 第7話  | 放課後秘宝倶楽部（後編）         | 菅正太郎        | 岡村天斎          | ヤマトナオミチ | 海堂ヒロユキ、酒井智史                  | 2月22日        |
| 第8話  | ハヤブサは舞い降りた             | 星空めてお      | 安藤真裕          | 保戸木知恵     | 亀谷響子、嶋田真恵 関口雅浩             | 3月1日         |
| 第9話  | 湯煙仮面武闘会                   | OKSG            | 保戸木知恵        | 久保山英一     | 菅井愛明、小泉初栄                      | 3月8日         |
| 第10話 | 西ウド川戦線異状あり             | 星空めてお      | 黒沢守            | 木村泰大       | 酒井智史、嶋田真恵 関口雅浩             | 3月15日        |
| 第11話 | 征服者どもが夢のあと             | 星空めてお OKSG | 岡村天斎          | 奥野浩行       | 工藤裕加、海堂ヒロユキ                  | 3月22日        |
| 第12話 | ズヴィズダーの光をあまねく世界に | 星空めてお      | 安藤真裕 岡村天斎 | ヤマトナオミチ | 嶋田真恵、小泉初栄 関口雅浩、菅井愛明   | 3月29日        |
| OVA    | 新・ズヴィズダー大作戦           | 菅正太郎        | 高橋敦史          | ヤマトナオミチ | 海堂ひろゆき、関口雅浩 菅井愛明（補佐） | 10月15日       |

## 放送局
| 放送地域   | 放送局       | 放送期間                | 放送日時                     | 系列           | 備考                               |
| ---------- | ------------ | ----------------------- | ---------------------------- | -------------- | ---------------------------------- |
| 東京都     | TOKYO MX     | 2014年1月12日 - 3月30日 | 日曜 0:00 - 0:30（土曜深夜） | 独立局         | E!TV枠                             |
| 群馬県     | 群馬テレビ   | 2014年1月12日 - 3月30日 | 日曜 0:00 - 0:30（土曜深夜） | 独立局         |                                    |
| 栃木県     | とちぎテレビ | 2014年1月12日 - 3月30日 | 日曜 0:00 - 0:30（土曜深夜） | 独立局         |                                    |
| 近畿広域圏 | 毎日放送     | 2014年1月12日 - 3月30日 | 日曜 2:58 - 3:28（土曜深夜） | TBS系列        | 製作委員会参加 アニメシャワー第3部 |
| 愛知県     | テレビ愛知   | 2014年1月15日 - 4月2日  | 水曜 4:35 - 5:05             | テレビ東京系列 |                                    |
| 日本全域   | BS11         | 2014年1月19日 - 4月6日  | 日曜 0:00 - 0:30（土曜深夜） | BS放送         | ANIME+枠                           |
| 日本全域   | AT-X         | 2016年5月3日 - 7月26日  | 火曜 0:30 - 1:00（火曜深夜） | CS放送         | 最終週はOVAを放送 リピート放送あり |

テレビ放送のほか、ニコニコ動画、バンダイチャンネル、Sony Entertainment Network（PSN、Video Unlimited）、dアニメストア、楽天ショウタイム、GYAO!で本作の動画配信を行っている。

## BD / DVD
| 巻                     | 発売日         | 収録話          | 規格品番      | 規格品番      | 規格品番   |
| 巻                     | 発売日         | 収録話          | BD限定版      | DVD限定版     | DVD通常版  |
| ---------------------- | -------------- | --------------- | ------------- | ------------- | ---------- |
| 1                      | 2014年3月19日  | 第1話 - 第2話   | ANZX-11061/62 | ANZB-11061/62 | ANSB-11061 |
| 2                      | 2014年4月23日  | 第3話 - 第4話   | ANZX-11063/64 | ANZB-11063/64 | ANSB-11063 |
| 3                      | 2014年5月28日  | 第5話 - 第6話   | ANZX-11065/66 | ANZB-11065/66 | ANSB-11065 |
| 4                      | 2014年6月25日  | 第7話 - 第8話   | ANZX-11067/68 | ANZB-11065/66 | ANSB-11067 |
| 5                      | 2014年7月23日  | 第9話 - 第10話  | ANZX-11069/70 | ANZB-11067/68 | ANSB-11069 |
| 6                      | 2014年8月27日  | 第11話 - 第12話 | ANZX-11071/72 | ANZB-11071/72 | ANSB-11071 |
| 新・ズヴィズダー大作戦 | 2014年10月15日 | 第13話          | ANZX-11073/74 | ANZB-11073/74 | ANSB-11073 |

## 漫画
世界征服〜謀略のズヴィズダー〜
原作：hunting cap brothers / 漫画：鈴木マナツ / 協力：ばう
単行本描き下ろし。テレビアニメのコミカライズ。全3巻。
1. 2014年3月27日発売、ISBN 978-4-7580-6433-0
2. 2014年7月26日発売、ISBN 978-4-7580-6462-0
3. 2014年11月27日発売、ISBN 978-4-7580-6481-1

世界征服〜純潔のホワイトライト〜
原作：hunting cap brothers / 漫画：Hamao / 協力：OKSG（TYPE-MOON）
『月刊ComicREX』2014年3月号より同年11月号まで連載。ズヴィズダーと対立する正義の戦隊を描く外伝ストーリー。全1巻。
1. 2014年11月27日発売、ISBN 978-4-7580-6480-4

世界征服〜4コマのズヴィズダー〜
原作：hunting cap brothers / 漫画：ホリ
『まんが4コマぱれっと』2014年3月号より同年12月号まで連載。全1巻。
1. 2014年10月22日発売、ISBN 978-4-7580-8222-8

## 小説
世界征服 〜白いケイトと真夏のベルビアージェ〜
著：木村航 / イラスト：黒星紅白
TYPE-MOON BOOKSより2014年3月22日発売。

## Webラジオ
ザ☆ズヴィズダーアワー
公式サイトで2014年2月7日から2014年9月26日まで更新したWEBラジオ。パーソナリティは久野美咲と花江夏樹。全16回。久野美咲は初のラジオレギュラーとなる。
主なコーナー
- 戦闘員からの報告
- ズヴィズダー征服計画

ゲスト
- 第2・9回 M･A･O
- 第3・10回 伊瀬茉莉也
- 第4・14回 広田みのる
- 第5回 花澤香菜
- 第6・12回 寿美菜子
- 第7・13回 鳥海浩輔
- 第8・15回 山崎エリイ

（特別版）WEBラジオ「ザ☆ズヴィズダーアワー」（Ustream：2014年10月17日）
出演：久野美咲、花江夏樹

## 世界征服プロジェクト
2014年1月19日より公式サイトで行われている、Twitter連動企画。公式twitterをフォローして戦闘員になり、征服されたサイト（征服スタンプが押されたサイト）を探し出して征服力（ポイント）を貯めていく。
征服されたサイト
征服期間が終了したサイトも含む。
- KAI-YOU
- 『俺の妹がこんなに可愛いわけがない』アニメ公式サイト
- 『ソードアート・オンライン』アニメ公式サイト
- キューテック
- TYPE-MOON
- 黒星紅白公式ブログ
- セブンデイズウォー
- MBS
- TSUTAYA ONLINE
- 一迅社
- 伸童舎
- ネオウィング
- 草野剛デザイン事務所
- アニメイト
- アトリエ・ムサ
- TOWER RECORDS ONLINE
- 坂本真綾公式サイト
- 悠木碧（FlyingDog内）
- プランニングOM
- とらのあな
- スワラ・プロ
- 有馬トモユキ（TATSDESIGN公式サイト）
- サイゾー（おたぽる内）

- ダックスプロダクション
- ANIPLEX+
- アマガイタロー公式ブログ
- 黒田bb公式ブログ
- マッドハウス
- アイウォズ・ア・バレリーナ
- スタジオ五組
- 超!A&G
- GYAO!
- リスアニ!
- ぽにきゃんBOOKS
- 川原礫公式サイト
- abec公式ブログ
- 立川市公認なりそこねキャラクター・ウドラ
- ゲーマーズ
- Amazon.co.jp
- コトブキヤ
- TCG レベル・ネオ
- 以心電信（アニメイト情報誌きゃらびぃ編集部）
- アニメイト・オンラインショップ
- 一番くじ
- バンダイチャンネル
- 立川ロフト